# Geolyces variegata
Geolyces variegata là một loài bướm đêm trong họ Geometridae.